# Lois Hall
Lois Grace Hall (Grand Rapids, 22 agosto 1926 – Los Angeles, 21 dicembre 2006) è stata un'attrice statunitense.

## Filmografia parziale

### Cinema
- Ogni ragazza vuol marito (Every Girl Should Be Married), regia di Don Hartman (1948) - non accreditata
- Una notte sui tetti (Love Happy), regia di David Miller (1949) - non accreditata
- Daughter of the Jungle, regia di George Blair (1949)
- Pirates of the High Seas, regia di Spencer Gordon Bennet (1950)
- Night Raiders, regia di Howard Bretherton (1952)
- Sette spose per sette fratelli (Seven Brides for Seven Brothers), regia di Stanley Donen (1954) - non accreditata
- L'altro delitto (Dead Again), regia di Kenneth Branagh (1991)
- Fuori in 60 secondi (Gone in 60 Seconds), regia di Dominic Sena (2000)
- Flightplan - Mistero in volo (Flightplan), regia di Robert Schwentke (2005)

### Televisione
- Star Trek: The Next Generation – serie TV, episodio 3x03 (1989)